# إلوليا ريغوانت
إلوليا ريغوانت هي سياسية إسبانية. من 2015 إلى 2017 مثلت دائرة برشلونة في برلمان كاتالونيا، حيث كانت عضوًا في ترشيح الوحدة الشعبية. من عام 2017 إلى عام 2019 كانت مستشارة في مجلس مدينة برشلونة.

## الحياة والوظيفة
حصلت ريغوانت على إجازة في الرياضيات من جامعة برشلونة.
ريغوانت كان مرشحًا في انتخابات برلمان كاتالونيا في عام 2015، بعد أن تم اختياره في الانتخابات التمهيدية لتمثيل ترشيح الوحدة الشعبية عن دائرة برشلونة. أصبحت نائبة في المجلس التشريعي الحادي عشر لبرلمان كاتالونيا.
في أكتوبر 2017 غادرت ريغوانت برلمان كاتالونيا لتصبح بدلاً من ذلك مستشارًا في مجلس مدينة برشلونة.
في فبراير 2018 ترأست قائمة بنجاح في أمانة ترشيح الوحدة الشعبية.
ترشح ريغوانت في المركز الرابع على قائمة ترشيح الوحدة الشعبية في الانتخابات العامة الإسبانية في نوفمبر 2019.